# فرنسا الحرة
فرنسا الحرة (بالفرنسية: France Libre)، هي حكومة المنفى الفرنسية بقيادة شارل ديغول وقواتها العسكرية التي حاربت أثناء اندلاع الحرب العالمية الثانية، واستمرت في القتال ضد دول المحور باعتبارها دولةً حليفةً حتى بعد سقوط فرنسا. تأسست هذه الحكومة في لندن في يونيو عام 1940، ثم نظمت ودعمت المقاومة الفرنسية في الأراضي الفرنسية القابعة تحت الاحتلال، فضلًا عن إرسائها لموطئ قدم في العديد من المستعمرات الفرنسية في أفريقيا.
رفض الجنرال الفرنسي والوزير في الحكومة الفرنسية شارل ديغول الهدنة التي تفاوض عليها المارشال فيليب بيتان، ثم هرب إلى بريطانيا، حيث حث الفرنسيين على المقاومة من خلال خطاب إذاعي على إذاعة بي بي سي تحت عنوان «نداء 18 يونيو».
رفضت جميع أراضي الإمبراطورية الاستعمارية الفرنسية نداء ديغول وأكدت على ولائها لمارشال بيتان وحكومة فيشي في بادئ الأمر، باستثناء كل من الممتلكات الفرنسية في المحيط الهادئ والهند الفرنسية وأفريقيا الاستوائية الفرنسية الذين استجابوا له بين شهري أغسطس وسبتمبر عام 1940. استولت فرنسا الحرة تدريجيًا -تزامنًا مع التدخل العسكري الحاسم للحلفاء- على المزيد والمزيد من ممتلكات فيشي، إذ لم يتبق لفيشي بعد إنزال الحلفاء في شمال أفريقيا (عملية الشعلة) في نوفمبر عام 1942 سوى المنطقة الحرة في جنوب فرنسا وبعض الممتلكات القليلة في جزر الهند الغربية (واسميًا الهند الصينية الفرنسية المحتلة من قِبل اليابان). أعلن الجيش الفرنسي لأفريقيا ولائه لحكومة فرنسا الحرة، الأمر الذي أسفر عن احتلال دول المحور لممتلكات فيشي.
تشكل مجلس الدفاع الإمبراطوري (Conseil de défense de l'Empire) في 27 أكتوبر عام 1940، وكان الهدف من تشكيله تنظيم حكم المناطق في وسط أفريقيا وآسيا وأوقيانوسيا، أي المناطق التي استجابت لنداء 18 يونيو. استُبدلت اللجنة الوطنية الفرنسية بمجلس الدفاع الإمبراطوري في 24 سبتمبر عام 1941، ثم غُير اسم «فرنسا الحرة» رسميًا ليصبح فرنسا المقاتلة (France combattante) في 13 يوليو عام 1942، وذلك للإشارة إلى النضال الذي قادته القوات الفرنسية الحرة في الخارج والقوات الفرنسية الداخلية في الداخل ضد دول المحور. دُمجت اللجنة الوطنية الفرنسية رسميًا مع اللجنة الفرنسية للتحرير الوطني -التي قادها الجنرال هنري جيرو المنافس لديغول في الجزائر العاصمة- بعد استعادة شمال أفريقيا. حُلّت حكومة المنفى رسميًا بتحرير باريس على يد الفرقة المدرعة الثانية التابعة لقوات فرنسا الحرة بالتعاون مع قوات المقاومة في 23 أغسطس عام 1944، ثم شُكلت الحكومة المؤقتة للجمهورية الفرنسية. حكمت هذه الحكومة المؤقتة فرنسا حتى عام 1946 بعد نهاية الحرب، ثم تأسست الجمهورية الرابعة بعد انتهاء سلسلة الأنظمة المؤقتة التي خلفت الجمهورية الثالثة بعد سقوطها عام 1940.
حاربت القوات الفرنسية الحرة دول المحور ونظام فيشي، وخدمت على جبهات القتال في كل مكان من الشرق الأوسط وصولًا إلى الهند الصينية وشمال أفريقيا. كانت قوات البحرية الفرنسية الحرة بمثابة قوة مساعدة للبحرية الملكية في شمال المحيط الأطلسي بالإضافة إلى البحرية الملكية الكندية. خدمت الوحدات الفرنسية الحرة أيضًا في سلاح الجو الملكي والقوات الجوية السوفييتية والقوة الجوية الخاصة البريطانية، وذلك قبل تأسيس قيادات أكبر تعمل بشكل مباشر تحت سيطرة الحكومة الفرنسية في المنفى.
اتحد الجيش الأفريقي رسميًا مع القوات الفرنسية الحرة لتشكيل جيش التحرير الفرنسي في 1 أغسطس عام 1943. بلغ عدد قوات هذا الجيش أكثر من 400,000 بحلول منتصف عام 1944، إذ شاركت هذه القوات في عمليات الإنزال في نورماندي وغزو جنوب فرنسا، وذلك قبل قيادتهم للحملة على باريس في نهاية المطاف. قاتلت هذه القوات في الألزاس وجبال الألب وبروتاني أيضًا. وصل عدد قوات جيش التحرير الفرنسي إلى 1,300,000 بحلول نهاية الحرب، ليصبح هذا الجيش رابع أكبر جيش للحلفاء في أوروبا، إذ كان له دور في تقدم الحلفاء عبر فرنسا بالإضافة إلى غزو ألمانيا. أعادت الحكومة الفرنسية الحرة تأسيس جمهورية مؤقتة بعد التحرير، الأمر الذي مهد الطريق لقيام الجمهورية الفرنسية الرابعة عام 1946.

## التعريف

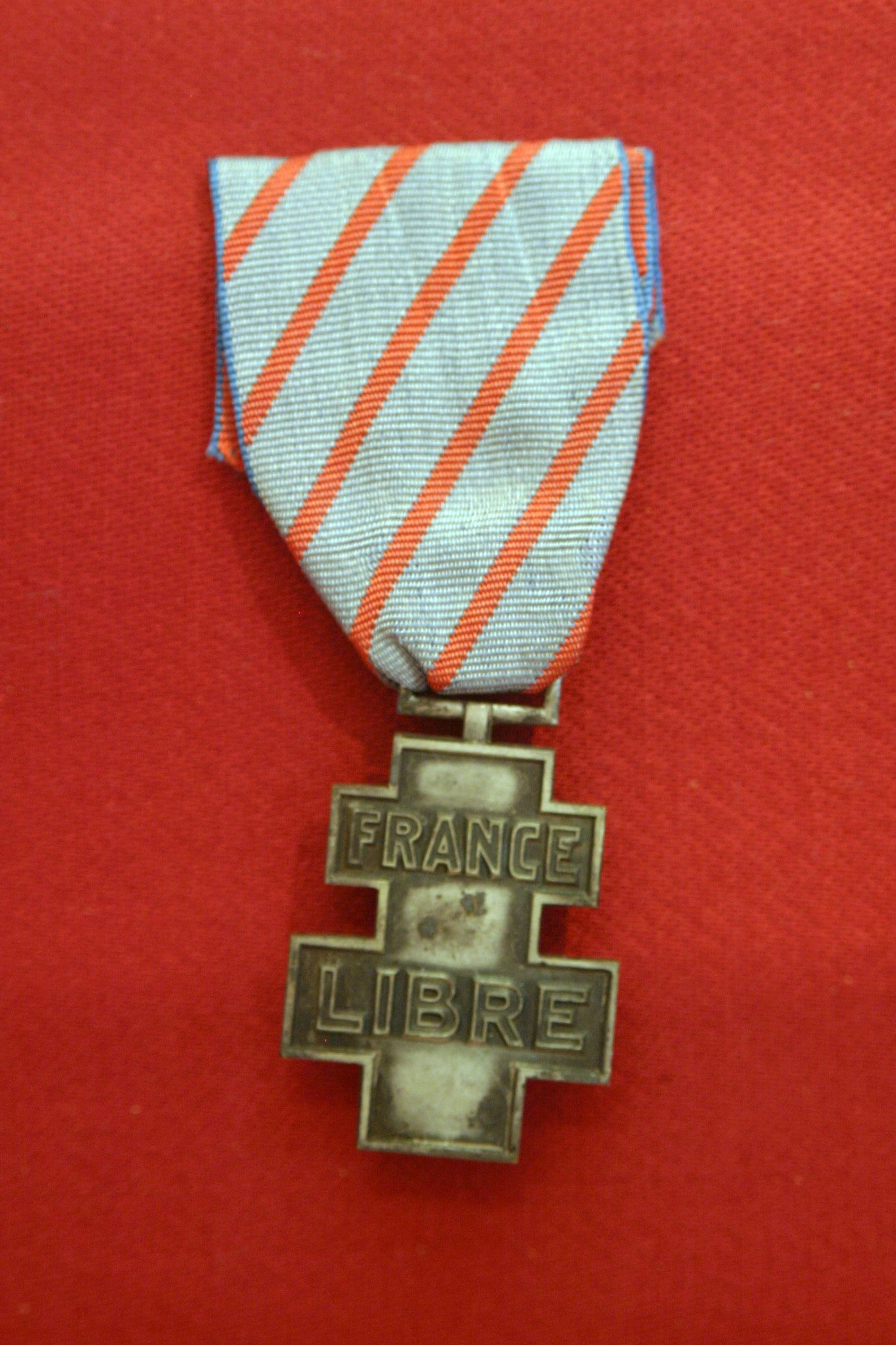
الميدالية التذكارية للخدمة التطوعية في فرنسا الحرة

يصبح الفرد «فرنسيًا حرًا» عند تجنيده في الوحدات العسكرية التي تنظمها اللجنة الوطنية الفرنسية، أو عن طريق توظيفه من قبل الذراع المدني للجنة. دُمجت القوات الفرنسية الحرة مع الجيش الأفريقي (وهو جزء كبير من القوات النظامية الفيشية التي سُمح بتشكيلها بموجب هدنة عام 1940) في 1 أغسطس عام 1934 ليشكلا معًا جيش التحرير الفرنسي الذي ضم جميع الملتحقين اللاحقين، وجاءت عملية الدمج هذه نتيجةً للدمج السابق بين اللجنة الوطنية الفرنسية وممثلي نظام فيشي السابق في شمال أفريقيا لتشكيل اللجنة الفرنسية للتحرير الوطني.
تصف العديد من المصادر حكومة فرنسا باعتبارها أي فرد أو وحدة فرنسية قاتلت ضد قوات المحور بعد هدنة يونيو عام 1940. أصدرت الحكومة الفرنسية تعريفًا رسميًا للمصطلح بعد انتهاء الحرب، وذلك لتسوية النزاعات القائمة حول تراث فرنسا الحرة. لا يندرج تحت مصطلح «فرنسا الحرة» سوى الأشخاص الذين خدموا بالتعاون مع الحلفاء بعد الهدنة الفرنسية الألمانية عام 1940 وقبل تاريخ 1 أغسطس عام 1943، وذلك بموجب «التعليمات الوزارية الصادرة في يوليو عام 1953».

## نبذة تاريخية

### تمهيد

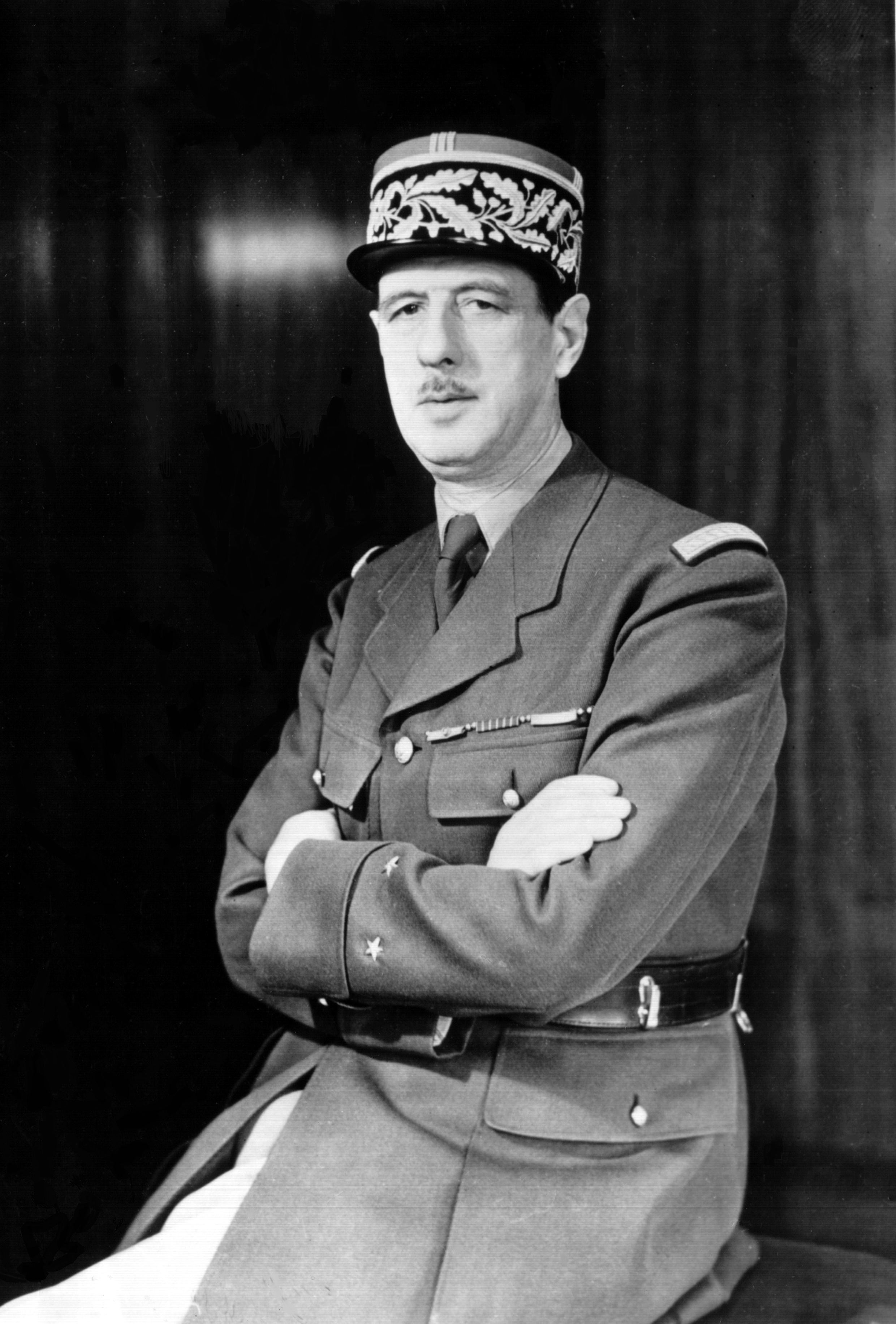
كان شارل ديغول قائد فرقة مدرعة ووزيرًا في حكومة رينو أثناء معركة فرنسا.

غزت ألمانيا النازية فرنسا والبلدان المنخفضة في 10 مايو عام 1940، وتمكنت من هزيمة الهولنديين والبلجيكيين بسرعة كبيرة، في حين أوقفت الوحدات المدرعة التي تشن هجومها عبر منطقة أردين فرقة المداهمة الفرنسية البريطانية في بلجيكا. تعرضت الجيوش الشمالية البريطانية والفرنسية لحصار في سلسلة من الجيوب بحلول نهاية شهر مايو، بما في ذلك دنكيرك وكاليه وبولوني وسان فاليري أون كو وليل. لم يكن إخلاء دنكيرك أمرًا ممكنًا لولا مقاومة هذه القوات، ولا سيما فرق الجيش الفرنسي في ليل.
أُجلي أكثر من 200,000 فردًا من أفراد قوة المشاة البريطانية و140,000 جنديًا فرنسيا من دنكيرك بين 27 و4 مايو. لم ينظر أي من الجانبين إلى هذا الأمر باعتباره نهايةً للمعركة. سرعان ما عاد الفرنسيون الذين تم إجلاؤهم إلى فرنسا، حيث قاتل العديد منهم في معارك يونيو. هبط آلان بروك في تشيربورغ بعد إجلاءه من دنكيرك في 2 يونيو بنية إصلاح قوة المشاة البريطانية والفرقة الكندية الأولى، التي كانت الوحدة المدرعة الوحيدة المتبقية في بريطانية. ارتفعت الروح المعنوية الفرنسية في يونيو مقارنةً بمايو على عكس ما يُشاع، إذ تمكن الفرنسيون من صد هجوم إيطالي فاشي في الجنوب بسهولة كبيرة. أُعيد إنشاء خط دفاعي على طول نهر السوم على الرغم من فقدان العديد من المدرعات في شمال فرنسا والمشاكل التي تسبب بها النقص في عدد الطائرات، إذ جاء تحطم أغلب الطائرات نتيجةً لاجتياح المطارات وليس للقتال الجوي.
رُقّي شارل ديغول في 1 يونيو ليصبح عميدًا، ثم عينه رئيس الوزراء بول رينو في 5 يونيو وكيلًا لوزارة الدفاع، وهو منصب صغير في الحكومة الفرنسية. عُرف ديغول باستعداده لتحدي الأفكار الراسخة، إذ طلب تعيينه في فوج بيتان في عام 1912، وهو الفوج الذي حمل شعار «قوة النار قاتلة» المتناقض تمامًا مع العقيدة السائدة. لطالما دافع ديغول عن فكرة الحرب المدرعة الحديثة التي طبقها الفيرماخت، إذ قاد الفرقة الرابعة المدرعة في معركة مونكورنيه. وفي المقابل، لم يتمتع ديغول بشعبية شخصية، إذ لم ينضم إليه أي من مرؤوسيه العسكريين المباشرين في عام 1940.

## وصلات خارجية
- France’s true greatest day
- Flags and Ensigns of Free France
- Free French Black troops